# فايفيزانو
فايفيزانو، (بالإنجليزية: Fivizzano)‏، هي (بلدية) في مقاطعة ماسا كرارا، توسكانا، وسط إيطاليا.

## السكان
في سنة 1861 بلغ عدد السكان 14٬000 نسمة، وتطور العدد ليصل في سنة 2017 لـ 7٬754 نسمة.
يظهر هذا المخطط البياني تطور النمو السكاني لـ فايفيزانو

## توأمة
لفايفيزانو اتفاقيات توأمة مع كل من:
- بئر كندوز
- Steinhagen, North Rhine-Westphalia [الإنجليزية]‏

## أعلام
- دانييل بيدريلي